# Resort

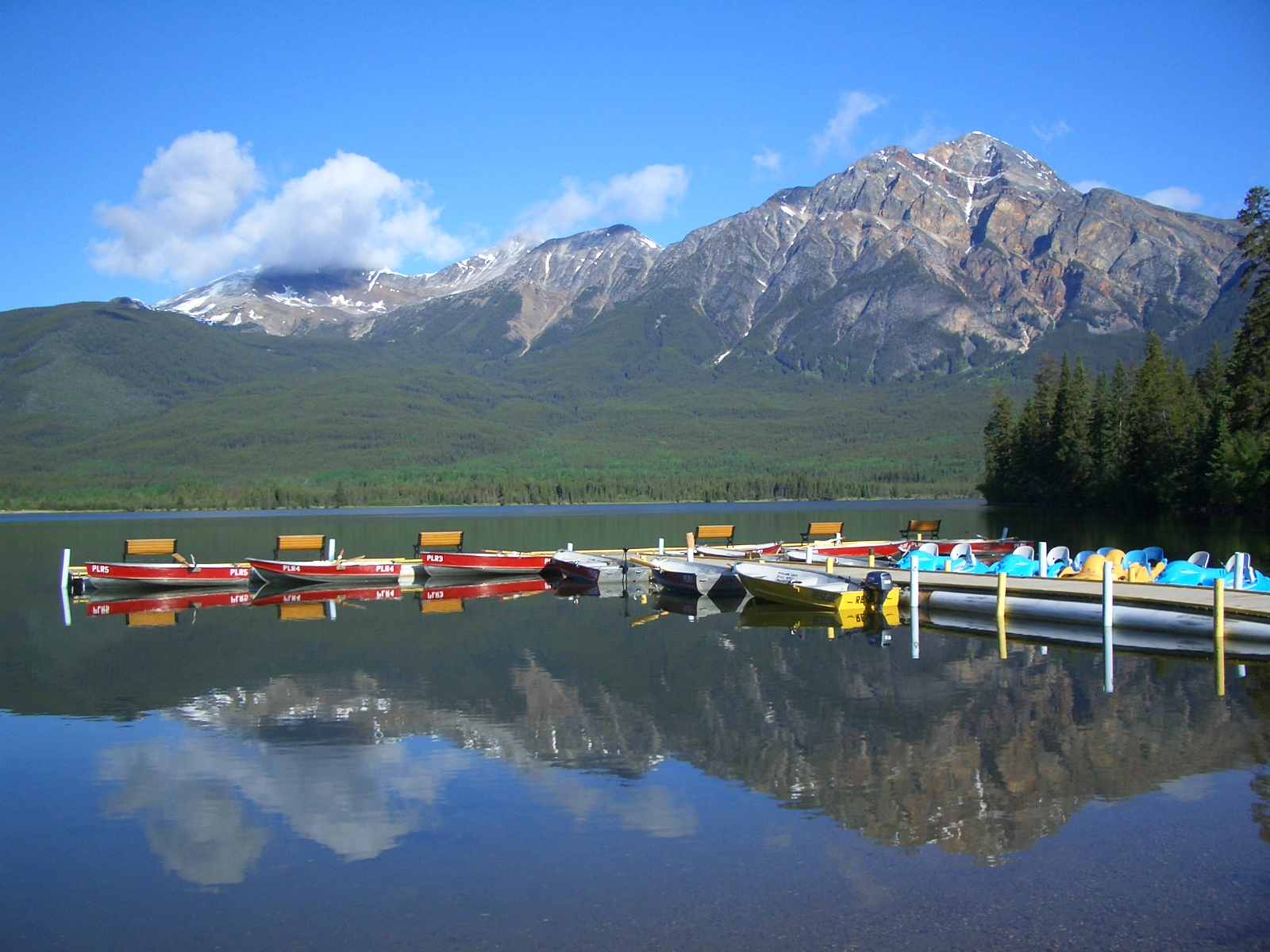
Steiger bij een meerresort in Jasper (Canada)

Een resort (Engels voor "verblijf") is een verblijfsoord dat (meestal) gericht is op luxe en comfort. Een resort kan een vakantieverblijf zijn, maar ook bijvoorbeeld een conferentieoord. Naast een recreatieve of een sportieve functie kan een resort ook een (al dan niet tijdelijke) woonfunctie hebben.
Resorts worden veelal aangetroffen bij thema-, pret- en amusementsparken. Het resort bestaat dan vaak uit hotelfaciliteiten met omringende recreatiebestemmingen zoals sauna's, zwembaden, sportvelden, restaurants, cafés en fitnessgelegenheden. Bij een verblijf in het resort is dan ook vaak een gratis entreebewijs voor het thema- pret of amusementspark inbegrepen, dat geldig is voor alle dagen van het verblijf.
Vaak zijn resorts besloten plekken, waar men slechts na reservering in terechtkan. Resorts kennen soms ook aparte bewaking, of zijn op een afgebakend terrein gesitueerd.

## Voorbeelden
- Walt Disney World Resort
- Disneyland Resort
- Universal Orlando Resort
- PortAventura World
- Palms Casino Resort
- Resort Hof van Saksen
- Themepark & Resort Slagharen